# مشبك العجلة
قامطة العجلة أو مشبك العجلة هو جهاز مصمم لمنع السيارات من التحرك أو النقل، أهم وظائف الجهاز هو منع السيارات التي تقف في أماكن غير مصرح به من التحرك بدلا من سحب السيارة المخالفة.

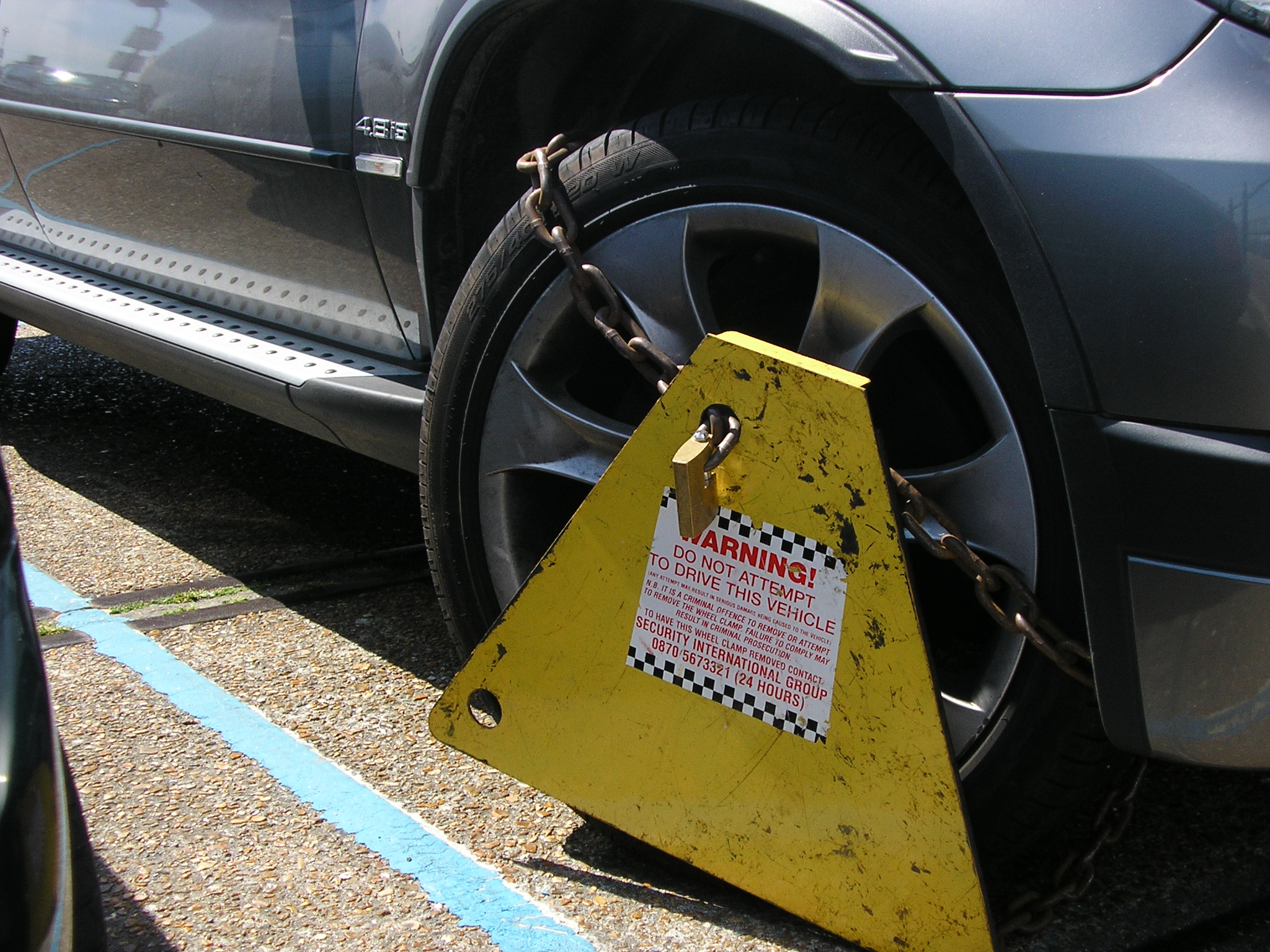
الشكل المستخدم في بريطانيا

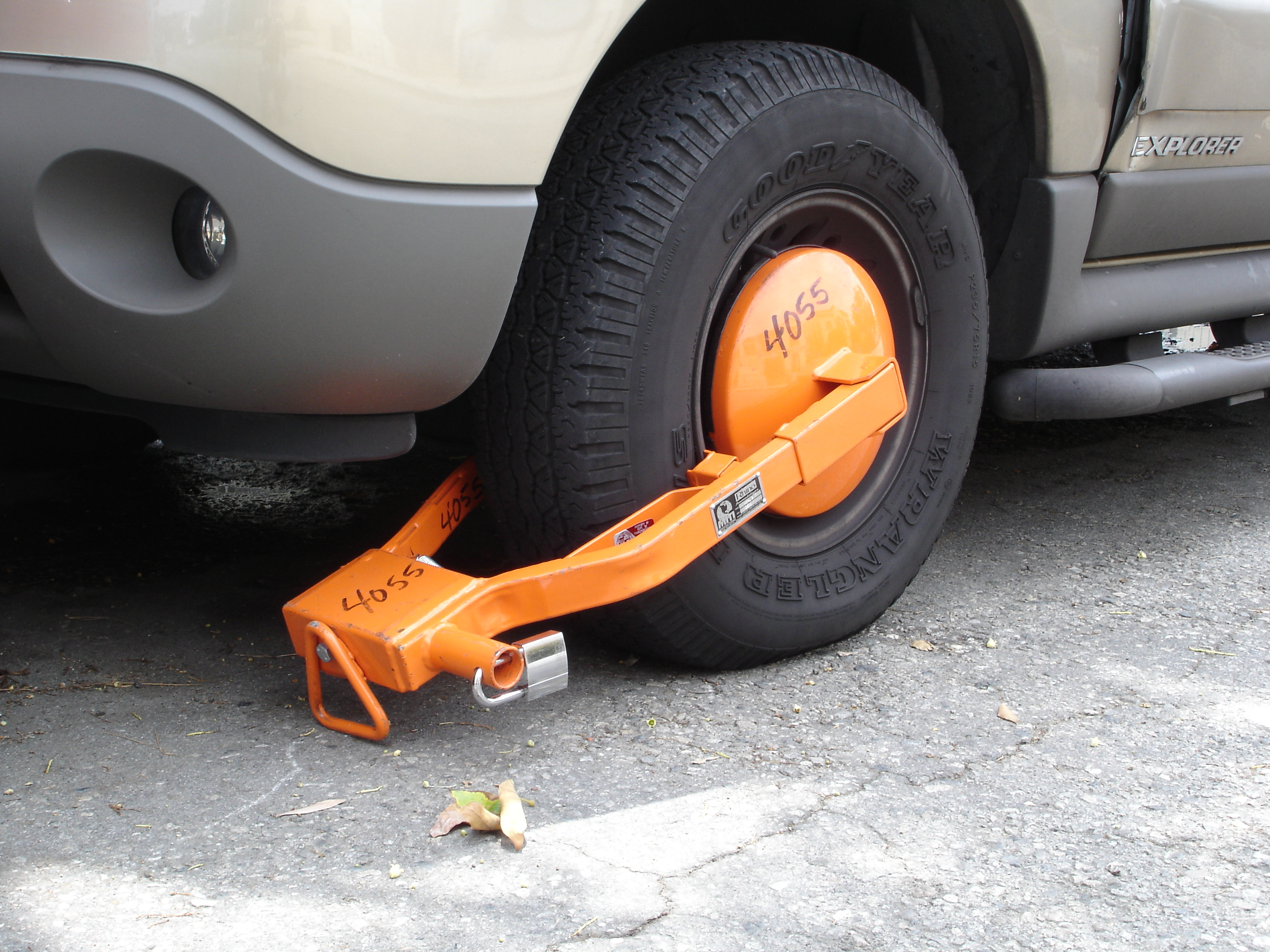
مشبك العجل المستخدم من وزارة النقل لوس أنجلوس